# Burgruine Stolzenwörth
Die Lage der Burg Stolzenwörth, Sitz der Herren von Stolzenwörth in Niederösterreich, konnte von der archäologischen Forschung noch nicht endgültig festgelegt werden.
Die ältere Literatur des 19. und 20. Jahrhunderts nahm an, dass sich auf dem Romaikogel, einem kleinen Hügel im heutigen Ortsgebiet von Puchberg am Schneeberg, die Burg Stolzenwörth befand. Jüngste Untersuchungen lassen zwar die Existenz einer Anlage auf dem Romaikogel zu, sprechen dieser allerdings den Namen Stolzenwörth ab. Tatsächlich dürfte die Burgstelle Stolzenwörth auf dem „Hausstein“ liegen.
Der Hausstein in der Katastralgemeinde Stolzenwörth, deren Name auf die gleichnamige Herrschaft zurückzuführen ist, ist ein kleiner Felsstock an der Grenze zur Ortsgemeinde Grünbach am Schneeberg nordwestlich der Klaus am Grünbacher Sattel. In den späten 1950er Jahren führte Franz Hampl, einer der bedeutenden Prähistoriker Österreichs, am Fuße des Haussteins eine Probegrabung durch, welche urgeschichtliches und mittelalterliches Material hervorbrachte.
Aufgrund datierter archäologischer Funde lässt sich als einzige Befestigungsanlage vor 1100 der Hausstein als möglicher Sitz der Herren von Stolzenwörth/Grünbach im Puchberger Talkessel belegen.

## Herrschaft Stolzenwörth
Die erste urkundliche Erwähnung erfolgte um 1180 mit einem Heinricus de Stolzenwerde, wobei das Geschlecht der Stolzenwörther  in den Urkunden der Babenberger, die von 976 bis 1246 Markgrafen und Herzöge in diesem Gebiet waren, nicht genannt wird. Hingegen wurde vom Nürnberger Burggrafen am 16. November 1298 ein Lehensbrief an „Ulrichen von Perigow“, den Ehemann der „Hedwich von Stolzenberd“, ausgestellt. Daraus ergibt sich, dass es sich bei Stolzenwörth und allem, was dazugehörte, bereits um ein brandenburgisches Lehen handelte. 
Vom Geschlecht der Pergauer ging die Herrschaft an die Hohenfelder über. Danach wechselte das Gebiet gemeinsam mit den Burgen Schrattenstein und Rothengrub wiederum mehrmals die Besitzer, bis sie schließlich mittels Kaufbrief vom 23. Mai 1556 an die Familie Hoyos gelangte.